# Zelotes resolution
Zelotes resolution FitzPatrick, 2007 è un ragno appartenente alla famiglia Gnaphosidae.

## Etimologia
Il nome della specie deriva dalla località sudafricana di rinvenimento degli esemplari: Resolution.

## Caratteristiche
Questa specie appartiene al caldarius group, la cui peculiarità è che i maschi hanno il bulbo del pedipalpo di forma allungata con l'embolus sporgente sia in senso prossimale che ventrale come nel laetus group, ma l'apofisi mediana ha una struttura normale e l'apofisi terminale è ampia..
L'olotipo maschile rinvenuto ha lunghezza totale è di 5,42mm; la lunghezza del cefalotorace è di 2,50mm; e la larghezza è di 1,83mm.

## Distribuzione
La specie è stata reperita nel Sudafrica meridionale: l'olotipo maschile è stato rinvenuto nei pressi del villaggio di Resolution, a pochi chilometri da Albany, appartenente alla provincia del Capo Orientale.

## Tassonomia
Al 2016 non sono note sottospecie e dal 2007 non sono stati esaminati nuovi esemplari.